# Zach McGowan
Zachary Brendan "Zach" McGowan (Ciudad de Nueva York, Nueva York; 5 de mayo de 1980) es un actor estadounidense. Es más conocido por haber interpretado a Jody Silverman en la serie de Showtime Shameless y al capitán Charles Vane en la serie de Starz Black Sails.

## Primeros años
McGowan nació en la ciudad de Nueva York, hijo de Brenda y Vincent McGowan. Sus hermanos mayores son Doug y Matt McGowan. Aunque vivieron en la ciudad de Nueva York la mayor parte de sus vidas, la familia viajó mucho debido al empleo de su madre en United Airlines. McGowan asistió a la Ethical Culture Fieldston School desde el jardín de infantes hasta el último año de la escuela secundaria, donde fue capitán de los equipos de fútbol y hockey sobre hielo y miembro del club de teatro. Luego asistió al Carleton College.

## Carrera
En el 2012, McGowan se unió al elenco de la segunda temporada de la serie Shameless, donde interpretó a Jody Silverman, un joven que Karen Jackson conoce en sexo adictos anónimos y con el que comienza una relación hasta la tercera temporada en el 2013, luego de que Jody decidiera mudarse a Arizona con Karen.
Ese mismo año prestó su voz para la versión inglesa del personaje de Nikolai Dmitri Bulygin, el líder de la unidad Strike One en el videojuego Anarchy Reigns.
En el 2014 se unió al elenco principal de la serie estadounidense Black Sails donde interpretó al Capitán Charles Vane, el enemigo del capitán Flint (Toby Stephens), hasta la tercera temporada en el 2016.
Ese mismo año apareció en la película Dracula Untold, donde interpretó a Shkelgim, un jefe gitano.
El 9 de mayo de 2017 se anunció que se había unido al elenco principal del drama histórico Ni’ihau, donde dio vida a Benehakaka "Ben" Kanahele, el líder de la isla donde se estrella Shigenori Nishikaichi, antes de descubrir su papel durante el ataque. La película se basa en la historia real ocurrida durante la Segunda Guerra Mundial, cuando Shigenori Nishikaichi, un piloto imperial japonés del servicio aéreo de la marina de guerra aterrizó su caza Zero en la isla hawaiana después de participar en el ataque a Pearl Harbor.

## Filmografía

### Cine y televisión
| Año          | Título                                   | Papel                                       | Notas |
| ------------ | ---------------------------------------- | ------------------------------------------- | --- |
| 2006         | The Hunt for Eagle One                   | Jackson                                     | |
| 2007         | Two Dudes Catering                       | Él mismo                                    | |
| 2008         | CSI: Miami                               | Kurt Greenfield                             | Episodio: "Wrecking Crew" |
| 2008         | Numbers                                  | Keith Jackson                               | Episodio: "High Exposure" |
| 2008         | Good Luck Charlie                        | Happy Horse                                 | Episodio: "Butt Dialing Duncans" |
| 2009         | Terminator Salvation                     | Soldado en Osprey                           | |
| 2009         | Boom Blox                                | Cowboy Beaver                               | Videojuego |
| 2009         | Iron Man                                 | Mark Scarlotti / Whiplash / Ingeniero (voz) | Videojuego |
| 2009         | Cold Case                                | Cabo Clerk                                  | Episodio: "Libertyville" |
| 2009         | Losing Control                           | Terry                                       | |
| 2009         | Conception                               | Joel                                        | |
| 2011         | Man Eating Super Snake                   | Papel de voz                                | Película para televisión |
| 2011         | Body of Proof                            | Vincent Stone                               | Episodio: "Helping Hand" |
| 2011         | Tom Clancy's Ghost Recon: Future Soldier | Fantasma (voz)                              | Videojuego |
| 2012         | Anarchy Reigns                           | Nikolai Dmitri Bulygin                      | Videojuego |
| 2012         | Cockroaches                              | Johnny Slim                                 | |
| 2012         | Snapshot                                 | Thomas Grady                                | |
| 2012         | Dating Rules from My Future Self         | Jagger                                      | Episodios: "What Is Love?" y "Change YR World"                                                                                             |
| 2012         | Shameless                                | Jody Silverman                              | |
| 2012         | Resident Evil: Operation Raccoon City    | Papel de voz                                | Videojuego |
| 2014–2016    | Black Sails                              | Capitán Charles Vane                        | Elenco principal |
| 2014         | Dracula Untold                           | Shkelgim                                    | |
| 2015         | Law & Order: Special Victims Unit        | Anton                                       | Episodio: "Maternal Instincts" |
| 2016–17 2020 | The 100                                  | Roan                                        | Reparto recurrente, 6 episodios (temp. 3) Reparto principal, 10 episodios (temp. 4) Estrella invitada, episodio "From the Ashes" (temp. 7) |
| 2016         | UnReal                                   | Brock                                       | Episodio: "Casualty" |
| 2017         | Lethal Weapon                            | Cody Lewis                                  | Episodio: "Birdwatching" |
| 2017         | Damnation                                | Tennyson Duvall                             | |
| 2017–2018    | Agents of S.H.I.E.L.D.                   | Anton Ivanov / The Superior                 | 8 episodios |
| 2018         | The Brawler                              | Chuck Wepner                                | |
| 2018         | Death Race: Beyond Anarchy               | Connor Gibson                               | Directo a video |
| 2018         | El rey escorpión 5                       | Matthayus                                   | Directo a video |
| 2018         | The Walking Dead                         | Justin                                      | 3 episodios |
| 2019         | Robert The Bruce                         | Brandubh                                    | |
| 2020         | Project Blue Book                        | Duncan Booker                               | 2 episodios |
| 2020         | MacGyver                                 | Roman                                       | 3 episodios |
| 2021         | Last Call                                | Dougal                                      | |
| 2022         | Murder at Yellowstone City               | Robert Dunnigan                             | |
| 2022         | Blood & Treasure                         | Andrei Levchenko                            | 2 episodios |
| 2022         | Sanctioning Evil                         | Dakota                                      | |
| 2023         | The Rookie: Feds                         | Gideon Byers - Jason Simmons                | 1 episodio |
| n/d          | Death on the Dearborn                    | Levi Lowery                                 | |